# Trond Sollied
Trond Johan Sollied (Mo i Rana, 1959. április 29. –) norvég válogatott hátvéd, jelenleg edző. Játékosként ötször nyert norvég bajnoki címet, és hazája válogatottjában 15 alkalommal szerepelt.
Edzői pályafutása során a norvég (Bodø/Glimt, Rosenborg), belga (Gent, Club Brugge, Lierse), görög (Olimbiakósz), holland (Heerenveen), szaúdi (al-Ahli) és török (Elazığspor) csapatokat vezetett. Csapataival 2012-ig 12 különböző címet hódított el.

## Pályafutása

### Játékosként
Játékosként csak Norvégiában futballozott. A Mo IL, a Vålerenga és a Rosenborg után a Bodø/Glimt játékosa lett, ahol játékos-edzőként tevékenykedett. A válogatottban 15 alkalommal szerepelt és egy gólt szerzett.

### Edzőként
Edzői tanulmányait a Norvég Sporttudományi Főiskolán (Norges idrettshøgskole) végezte. Első megbízatása 1992-ben volt, amikor a másodosztályú Bodø/Glimt játékos-edzője lett. A csapattal megnyerte a bajnokságot, és a következő évben a norvég elsőosztályú bajnokságban indultak. 1993-ban újoncként ezüstérmes lett csapatával, és a Norvég Kupát is elhódították. A sikeres idényt követően Sollied felhagyott játékoskarrierjével és kizárólag edzőként folytatta munkáját. A Bodø/Glimt-tel 1995-ben bronzérmes lett, illetve 1996-ban a kupában második lett a Tromsø után.
Ezt követően a Rosenborghoz szerződött, ahol Nils Arne Eggen segítője lett. A trondheimi alakulattal 1997-ben bajnok lett, majd amikor 1998-ban Eggen rövid időre visszavonult, Sollied lett a vezetőedző. Irányításával a csapat újra elhódította a bajnoki címet, és bejutott a Bajnokok Ligájába is.
1999-ben elhagyta Norvégiát és a belga Gent edzője lett. 2000 és 2005 között a Club Brugge-nél folytatta munkáját, a klubbal két bajnokságot, két kupát és két szuperkupát nyert.
Miután a norvég válogatott szövetségi kapitánya Nils Johan Semb 2003-ban visszavonult, Sollied is szóba jött mint helyettes, de ő csak abban az esetben vállalta volna el a feladatot, ha a klubjánál végzett munkájával együtt végezhette volna. Kikötését nem fogadta el a Norvég labdarúgó-szövetség és az akkori Rosenborg-edző, Åge Hareide lett a válogatott irányítója.
2005-ben, a Brugge-el kötött szerződésének lejárta előtt egy évvel a belga sajtóban napvilágot látott egy videóüzenet, melyben Sollied azt állította, hogy a görög Olimbiakószhoz szerződött. Állítása szerint a videót engedélye nélkül hozták nyilvánosságra, eredetileg csak a szerződés aláírása után kellett volna bemutatni. Egyes vélemények szerint az üzenet azért készült és került a sajtóba, hogy a Brugge felbontsa a szerződést, és Sollied új klubjának ne kelljen magas árat fizetnie a még szerződés alatt álló norvég edző kivásárlásáért. A belga klub sajtóközleményéből kiderült, hogy tudomásul vették Sollied döntését, miszerint fel kívánja bontani a szerződését. Ezt követően a Olimbiakósz be is mutatta mint a csapat új edzőjét. Új csapatával már első évben megnyerte a görög bajnokságot és a kupát, és az európai edzők 2006-os UEFA-rangsorában kilencedik helyen végzett. 2006 decemberében, két eredménytelen Bajnokok Ligája-évad után a klub megvált tőle, annak ellenére, hogy a bajnokságban első helyen állt a csapat. Helyére a Skoda Xanthi korábbi edzője, Tákisz Lemonísz került.
2007 júniusában a Gent hét év után újra kinevezte a klub menedzserének, vezetésével pedig ezüstérmet szereztek a Belga Kupa 2008-as döntőjében. 2008. március 25-én kétéves szerződést kötött a holland Heerenveen-nel 2008 decemberében újra szóba hozták mint lehetséges szövetségi kapitány.
2009. augusztus 31-én a Heerenveen elbocsájtotta.
2009. november 19-én a törökországi Ankaragücü kiadott egy közleményt, miszerint Sollied lett a csapat edzője. Ezzel szemben a norvég szakember cáfolta, hogy megállapodott volna a török klubbal. Ehelyett hamarosan a szaúdi al-Ahli edzője lett. Itt mindössze három mérkőzésen vezette a csapatot, 2010-ben menesztették.
2011. január 3-án a belga Lierse szerződtette, hogy segítségével elsőosztályú maradhasson a klub. Az utolsó, mindent eldöntő fordulóban korábbi klubja, a Brugge ellen szerzett egy ponttal sikerült csapatának az élvonalban maradnia.
2011. június 6-án harmadszorra is a Gent vezetőedzője lett, azonban 2012. október 23-án menesztették állásából, amikor a csapat a bajnokság 7. helyén állt.
2013 júniusában a török bajnokságban szereplő Elazığspor menedzsere lett. Ugyanazon év októberében lemondott posztjáról, miután csapata egymás után ötször veszített, és a 16. helyen állt.

### Edzői stílusa
Sollied a 4–3–3-as felállást híve, melyet a lehető legtöbb esetben alkalmaz. A négyvédős zónavédekezés mellett egy holding midfieldert alkalmaz két középső középpályás mellett, illetve elöl két szélső és egy erős középcsatár alkotja a felállást. Eddigi csapataiban a támadófutballt részesítette előnyben, edzői stílusa hasonló Nils Arne Eggen-éhez.

## Sikerei, díjai
| FK Bodø/Glimt - Adeccoligaen: - Bajnok: 1992 - Norvég Kupa: - Győztes: 1993 - Ezüstérmes: 1996 - Tippeligaen: - Ezüstérmes: 1993 Rosenborg - Tippeligaen: - Bajnok: 1998 - Norvég Kupa: - Ezüstérmes: 1998 - Scandinavian Masters - Győztes: 1998 Club Brugge - Jupiler Pro League: - Bajnok: 2002–03, 2004–05 - Belga Kupa: - Győztes: 2003–04 - Belga szuperkupa: - Győztes: 2002, 2003, 2004, 2005 Olimbiakósz - Szúper Línga Eláda: - Bajnok: 2005–06 - Görög Kupa: - Győztes: 2005–06 Gent - Belga Kupa: - Ezüstérmes: 2007–08 Heerenveen - Holland Kupa: - Győztes: 2009 | Vålerenga - Tippeligaen: - Bajnok: 1983, 1984 Rosenborg - Tippeligaen: - Bajnok: 1985, 1988, 1990 - Norvég Kupa: - Győztes: 1988, 1990 Bodø/Glimt - Adeccoligaen: - Bajnok: 1992 - Norvég Kupa: - Győztes 1993 |